# Monti Livornesi
Monti Livornesi este o arie protejată (sit de importanță comunitară — SCI) din Italia întinsă pe o suprafață de 5.617 ha, integral pe uscat.

## Localizare
Centrul sitului Monti Livornesi este situat la coordonatele 43°29′05″N 10°24′36″E / 43.4848°N 10.41°E.

## Înființare
Situl Monti Livornesi a fost declarat sit de importanță comunitară în decembrie 2020 pentru a proteja 2 specii de plante și 15 specii de animale.

## Biodiversitate
Situată în ecoregiunea mediteraneană, aria protejată conține 13 habitate naturale: Pajiști calaminariene cu Violetalia calaminariae, Matorral arborescenți cu Juniperus spp., Păduri de pin mediteraneene cu pini mezogeni endemici, Mlaștini calcaroase cu Cladium mariscus și specii de Caricion davallianae, Păduri panonice-balcanice de stejar turcesc - stejar sesil, Râuri mediteraneene cu debit permanent cu specii de Paspalo-Agrostidion și galerii riverane de Salix și de Populus alba, Păduri de Quercus suber, Lacuri eutrofice naturale cu vegetație de tip Magnopotamion sau Hydrocharition, Păduri aluvionare cu Alnus glutinosa și Fraxinus excelsior (Alno-Padion, Alnion incanae, Salicion albae), Pseudostepă cu ierburi și specii anuale de Thero-Brachypodietea, Păduri de Quercus ilex și Quercus rotundifolia, Râuri cu maluri nămoloase cu vegetație de Chenopodion rubri p.p. și Bidention p.p., Păduri mixte riverane de Quercus robur, Ulmus laevis și Ulmus minor, Fraxinus excelsior sau Fraxinus angustifolia, de-a lungul marilor râuri (Ulmenion minoris).
La baza desemnării sitului se află mai multe specii protejate:
- plante (2): Gladiolus palustris, Ionopsidium savianum
- păsări (10): pescăruș albastru (Alcedo atthis), fâsă-de-câmp (Anthus campestris), șerpar (Circaetus gallicus), erete cenușiu (Circus pygargus), dumbrăveancă (Coracias garrulus), Falco biarmicus, șoim călător (Falco peregrinus), sfrâncioc roșiatic (Lanius collurio), viespar (Pernis apivorus), silvie de tufiș (Sylvia undata)
- amfibieni (2): Salamandrina terdigitata, Triturus carnifex
- mamifere (1): lupul (Canis lupus)
- nevertebrate (1): rădașcă (Lucanus cervus)
- reptile (1): țestoasă bănățeană (Testudo hermanni)

Pe lângă speciile protejate, pe teritoriul sitului au mai fost identificate 100 de specii de plante, 3 specii de păsări, 3 specii de amfibieni, 4 specii de mamifere, 3 specii de nevertebrate, 6 specii de reptile.